# 奈良県立高円芸術高等学校
奈良県立高円芸術高等学校（ならけんりつ たかまど げいじゅつ こうとうがっこう、英: Nara Prefectural Takamado Art High School）は、奈良県奈良市白毫寺町に所在する県立高等学校。

## 概要
2021年4月に、奈良県立高円高等学校と同じ所在地に開校。校名変更ではなく新規開校であり、2つの高校はそれぞれ別の高校として扱われている（学校コードも高校コードも別）。なお高円高等学校は募集を停止し、最後の在校生が卒業する2023年3月31日に廃校となった。
県下では芸術系の高校として有名である。また、奈良県高等特別支援学校の分教室を併設している。

### スクール・ミッション
普通科と芸術系学科からなる本校の特性を生かした感性豊かな人材の育成。地域社会の芸術文化の担い手の育成。

### 教育方針

#### アドミッション・ポリシー
以下のような生徒を積極的に受け入れる。
1. 本校の使命や教育方針を理解する生徒。
2. 自ら考え、自ら行動し、他者との対話を通じ、学習活動に協働的に取り組むことができる生徒。
3. 互いの立場を理解しょうとする人権尊重の精神を持ち、他者との関わりを通じて自己の成長を目指す生徒。
4. 普通科においては、基礎的な学力を身につけ、学習活動に主体的に取り組むことができる生徒。
5. 音楽科・美術科・デザイン科においては、自己の表現を探求し続ける姿勢と、生涯にわたって芸術文化に関わっていこうとする熱意にあふれ、学習活動に主体的に取り組むことができる生徒[1]。

#### カリキュラム・ポリシー
主体的な学習態度に根ざした確かな学力の醸成・芸術文化の薫り漂う学習環境に根ざした豊かな人間性の醸成・他者とのつながりと自己理解に根ざした健やかな心身の育成を教育方針とし、その実現のため、以下の教育を行う。
1. 生徒一人一人の興味・関心に応じた科目選択が可能なカリキュラムを編成する。
2. 奈良県唯一の「芸術高校」を名乗るのにふさわしい「学校設定科目」を開設し、すべての学科において、芸術文化の担い手の育成を目指す。
3. 基本的生活習慣を身につけさせ、規律ある学校生活を送ることができるよう、規範意識を育む。
4. 主体的な学習態度である「PDCA」サイクル【Plan：計画】【Do：実施】【Check：評価】【Act：改善】を身につけさせる学習指導を行う。
5. 学習活動のすべての場面において、人権尊重の姿勢を育み、生徒の自己肯定感を高める指導を行う。
6. 保健・食育指導等を通して、体力の向上を図り、心身の健康への意識を高める指導をする

。

#### グラデュエーション・ポリシー
卒業までに、以下の資質・能力の育成を目指す。
他者とのつながりを大切にし、自己の成長につながる努力を、卒業後も主体的に取り組み続けることができる。

【普通科】確かな学力と、芸術文化を理解する力に裏付けられた豊かな人間性を基盤に、地域社会への貢献を意識して主体的に行動する人材。

【音楽科】音楽文化の創造と発展に寄与し、地域社会に貢献しようとする人材。

【美術科・デザイン科】生活の中の造形や美術文化に関心を持ち、地域社会に貢献しようとする人材。

#### 校訓
校訓は、「自律」「高志」「創造」である。

## 沿革
- 2021年4月1日 - 奈良県立高円高等学校と同地に、奈良県立高円芸術高等学校設置。
- 2022年 - 高円高校創立40周年の記念として、高円芸術高校キャラクターに「たかまどはん」が制定される[2]。
- 2023年3月31日 - 前身の奈良県立高円高等学校が閉校。

## 基礎データ

### 所在地
- 奈良県奈良市白毫寺町633

### アクセス
- 奈良交通尾上町停留所より西へ約250m（徒歩約4分）
- 奈良交通白毫寺停留所より南東へ約400m（徒歩約6分）
- 奈良交通萩ヶ丘町停留所より東へ約550m（徒歩約8分）
- JR万葉まほろば線「京終駅」より東へ約1.7km（徒歩約22分）

### 象徴

#### 校名
東方に高円山を望み、その北に春日山が連なる位置にある。校地はこの高円山麓の傾斜地にあり、造成時の発掘調査による出土遺物と遺構から、高円離宮跡ではないかと推定されている。校名はこれらにちなんで『高円（たかまど）』とした。
なお、この地は古来から萩の名所とされ、付近一帯の情景を詠んだ歌が万葉集・新古今集に数多くある。また、高円山、春日山の二つの山に対して、西に大阪府と境をなす生駒山が遠望できる。

#### 校章
校章は高円高校と同じ意匠で、三つの山（高円山、春日山および生駒山）と萩を配して図案化した。更に三つの山は知・徳・体の円満な育成を、左右の萩は常に調和を保ちながら、たゆまず発展を続けることを願ったものである。萩の葉片の９枚は、県立普通高校として第9高等学校であることを示し、中央の「高」の形は、奈良にふさわしい五重塔をイメージするものとした。

#### ロゴマーク
高円高校に在籍する生徒と教職員を対象に、原画を募集し制作した。ロゴマークは、Takamado Art High Schoolの「T」と「A」を使用し、高円高校のスクールカラーの緑色を配色している。ロゴマークは、制服、ユニフォーム、印刷物など、高円芸術高等学校を広報する際に使用する。

#### 校歌
校歌は高円高校校歌の歌詞を一部変更したものであり、作詞は馬嶋玄敏、作曲は畑弘道による。歌詞は3番まであり、各番に校名の「高円」が登場する。

#### オリジナルキャラクター
2022年11月、高円高校創立40周年の記念として、高円・高円芸術高校オリジナルキャラクターに、応募作品11件の中から美術科生徒のデザイン「たかまどはん」が選ばれた。グランドの「芝生の緑」と、時々、校内に姿を現す「奈良公園の鹿」、そして、校章に刻まれる「白毫寺の萩」をモチーフとしている。

## 設置する課程、学科及び定員
- 全日制課程
  - 普通科 - 360名（募集人員120名；一般選抜）
    - 芸術文化探究型（Ⅰ類）[注釈 1]
    - 文理型（Ⅱ類）

芸術に関する学科
- - 音楽科 - 105名（募集人員35；特色選抜）
  - 美術科 - 105名（募集人員35；特色選抜）
  - デザイン科 - 105名（募集人員35；特色選抜）

普通科については、芸術文化探究型（Ⅰ類）・文理型（Ⅱ類）いずれかの類型の教育課程に、2年次より分かれる。

## 教育課程

### 専攻
音楽科は1年次で、およびデザイン科は2年次で専攻を選択する。
- - 音楽科
    - ピアノ専攻
    - 器楽専攻
    - 声楽専攻

  - 美術科
    - 日本画専攻
    - 油画専攻
    - 版画専攻
    - 彫塑専攻

  - デザイン科
    - クラフトデザイン専攻
    - 情報メディアデザイン専攻
    - ビジュアルデザイン専攻

### 美術科・デザイン科
- 1年生
  - 素描（木炭による石膏デッサン・コンテデッサン・えんぴつ卓上デッサン）
  - 構成（石彫・日本画・油絵・デザイン・版画の各専攻の実技を経験する）
- 2年生
  - 素描（木炭による石膏デッサン・鉛筆卓上デッサン）
  - 専攻（2年生より選択した各専攻に分かれる、彫塑・日本画・油絵・デザイン）
  - 美術概論（遠近法、透視図法や図面の読み取り、立体の展開図などの学習）
- 3年生
  - 素描（石膏デッサンクラス・鉛筆卓上デッサンに分かれる）
  - 構成（色彩構成や立体構成の学習）
  - 専攻（2年生で選択した各専攻。）
  - 美術史（美術史全体の流れと、重要な作品・作家の学習）

## 高校関係者と組織

### 高校関係者組織
- 奈良県立高円芸術高等学校学校運営協議会 - 保護者、地域住民、校長、関係行政機関の職員の中から委嘱された委員による機関。学校運営及び当該運営への必要な支援に関して協議する。
- 高志会 - 前身校を含む卒業生による同窓会組織
- 奈良県立高円芸術高等学校育友会 - 生徒保護者による保護者会組織で、会員は入会金及び年会費を納入する。
- 奈良県高等学校PTA協議会 - 奈良県立教育研究所内に事務局を置くPTA協議会。奈良県立高円芸術高等学校育友会の会員をもって会員とし、会員は単位PTA分担金として会費を納入する。
- 高萩会 - 前身校を含む卒業生の保護者による後援会組織で、会員は入会金及び年会費を納入する。